# Adenocarpus faurei
Espèce
Adenocarpus faurei est une espèce de plantes à fleurs de la famille des Fabaceae. 

## Statuts
Adenocarpus faurei est une plante protégée en Algérie.